# Лузитания (лайнер)
«Лузита́ния» (англ. Lusitania) — британский трансатлантический пассажирский турбоход, принадлежавший (как и однотипный лайнер «Мавритания») компании Cunard Line (рус. «Кунард Лайн», полное английское наименование Cunard Steamship Line Shipping Company). Корабль был торпедирован германской субмариной U-20 7 мая 1915 года и затонул за 18 минут в 19 км от берегов Ирландии на глубину 93 метра. Погибло 1196 человек из 1960 находившихся на борту. Потопление пассажирского лайнера настроило общественное мнение многих стран (в особенности, США) против Германии.

## История

### Проект, конструкция, и испытания

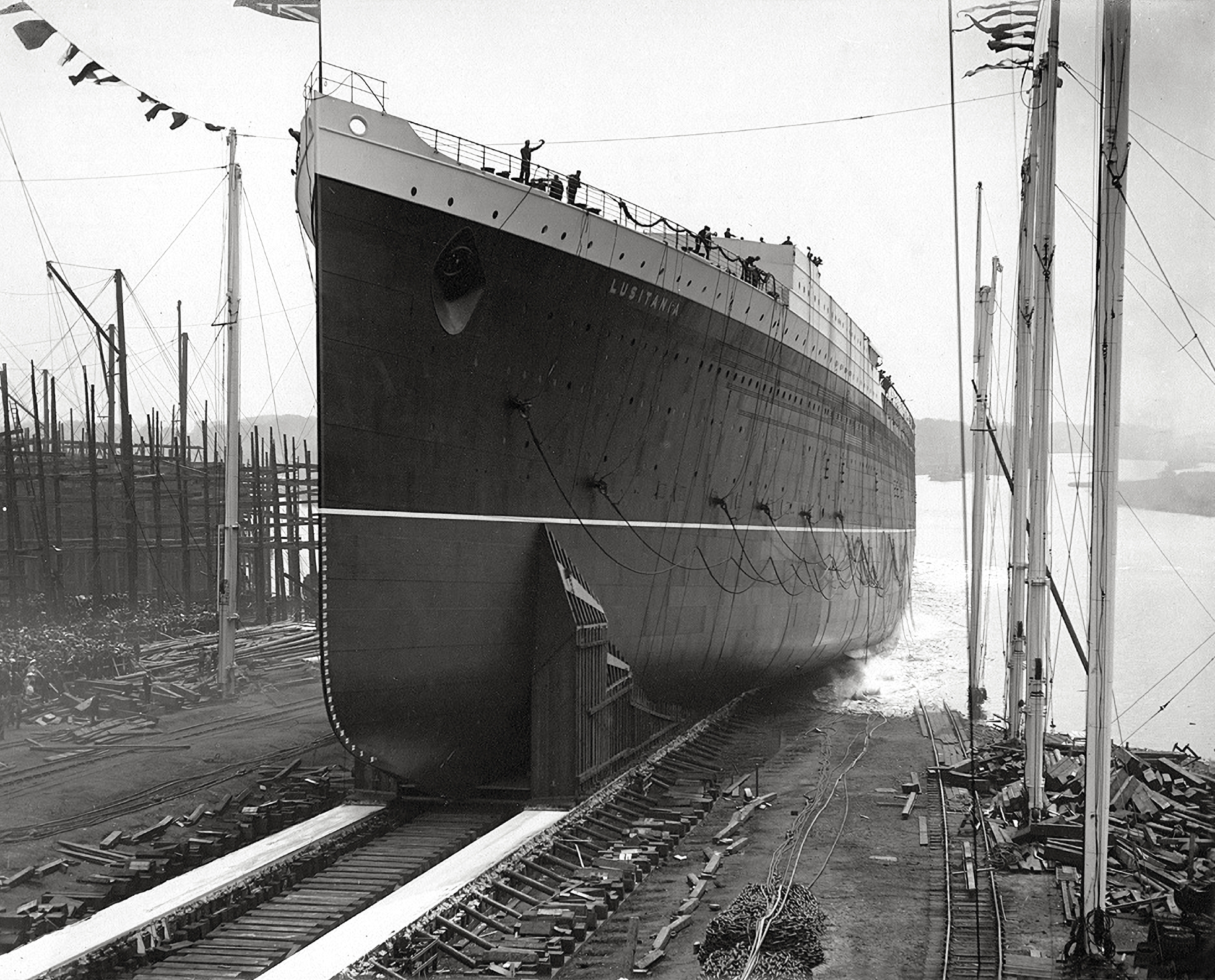
Спуск на воду

Проект «Лузитании» был разработан конструктором компании «Кунард Лайн» Леонардом Пескеттом. В 1902 году Пескетт построил большой макет разрабатываемых лайнеров, представлявший собой трёхтрубный пароход. В 1904 году было принято решение установить дополнительные котлы для вывода выхлопов, из-за чего в проект добавили четвёртую трубу. Перед широким использованием турбинной силовой установки «Кунард Лайн» в 1905 году установила меньшую версию турбины на своём судне «Кармания» для того, чтобы убедиться в целесообразности использования данной технологии.
Киль «Лузитании» был заложен на верфи «Джон Браун и К°» в Клайдбанке под номером 367 16 июня 1904 года. Она была спущена и окрещена леди Мэри Инверклайд 7 июня 1906 года.
С 27 июля 1907 года начались ходовые испытания «Лузитании». Инженеры-судостроители и представители «Кунард Лайн» обнаружили, что высокая скорость вызывала сильную вибрацию в корпусе, поэтому пришлось произвести усиление элементов конструкции. После доработки судно было передано «Кунард Лайн» 26 августа того же года.

### Сравнение с классом «Олимпик»
«Лузитания» и однотипная «Мавритания» были меньше, чем новые гиганты «Уайт Стар Лайн» класса «Олимпик», спущенные на воду несколькими годами позже. Хотя «кунардеры» были значительно быстрее, их скорость являлась достаточной, чтобы обслуживать линию еженедельно с разных берегов океана. Третий лайнер был необходим для еженедельных рейсов, и в ответ на заявление «Уайт Стар Лайн» о постройке третьего судна класса «Олимпик» «Кунард Лайн» заказала постройку «Аквитании». Подобно лайнерам «Уайт Стар», «Аквитания» была тихоходнее, но больше и роскошнее. Лайнеры класса «Олимпик» имели гораздо больше удобств, чем «Лузитания» и «Мавритания». В них располагались плавательный бассейн, турецкие бани, спортзал, корт для сквоша, множество кают с отдельными ванными комнатами.
«Лузитания», в отличие от лайнеров класса «Олимпик», имевших только поперечные водонепроницаемые переборки, также имела продольные переборки, проходившие вдоль судна по каждой стороне, между котельным, машинным отделениями и угольными бункерами, деля корпус на внешний и внутренний борт судна.

### Карьера

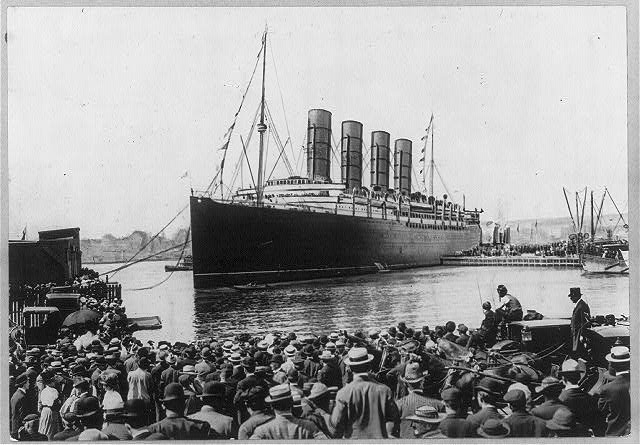
Лузитания в Нью-Йорке после своего первого плавания (13 сентября 1907 года)

Виньетка с «Лузитании», 1914

«Лузитания» отошла от причальной стенки Ливерпуля 7 сентября 1907 года в субботу под командованием коммодора Джеймса Уатта. Судно прибыло в Нью-Йорк 13 сентября в пятницу. В то время она была крупнейшим океанским лайнером в мире и должна была таким остаться до ввода в эксплуатацию «Мавритании» в ноябре того же года. В течение своей восьмилетней службы «Лузитания» совершила в общей сложности 201 рейс через Атлантику по линии Ливерпуль — Нью-Йорк.
В октябре 1907 года «Лузитания» завоевала «Голубую ленту Атлантики», отобрав её у германского лайнера «Кайзер Вильгельм II». «Лузитания» шла со средней скоростью в 23,99 узла (44,43 км/ч), идя на запад, и 23,61 узла (43,73 км/ч) — на восток.
С вводом в эксплуатацию «Мавритании» в ноябре 1907 года, «Лузитания» и «Мавритания» неоднократно отбирали друг у друга «Голубую ленту Атлантики». «Лузитания» совершила своё самое быстрое путешествие на запад со средней скоростью в 25,85 узла (47,87 км/ч) в период с 8 по 12 августа 1909 года. В сентябре того же года она навсегда уступила «Голубую ленту Атлантики» «Мавритании», которая установила рекорд в 26,06 узла. Этот рекорд был превзойдён лишь в 1929 году.

### Война

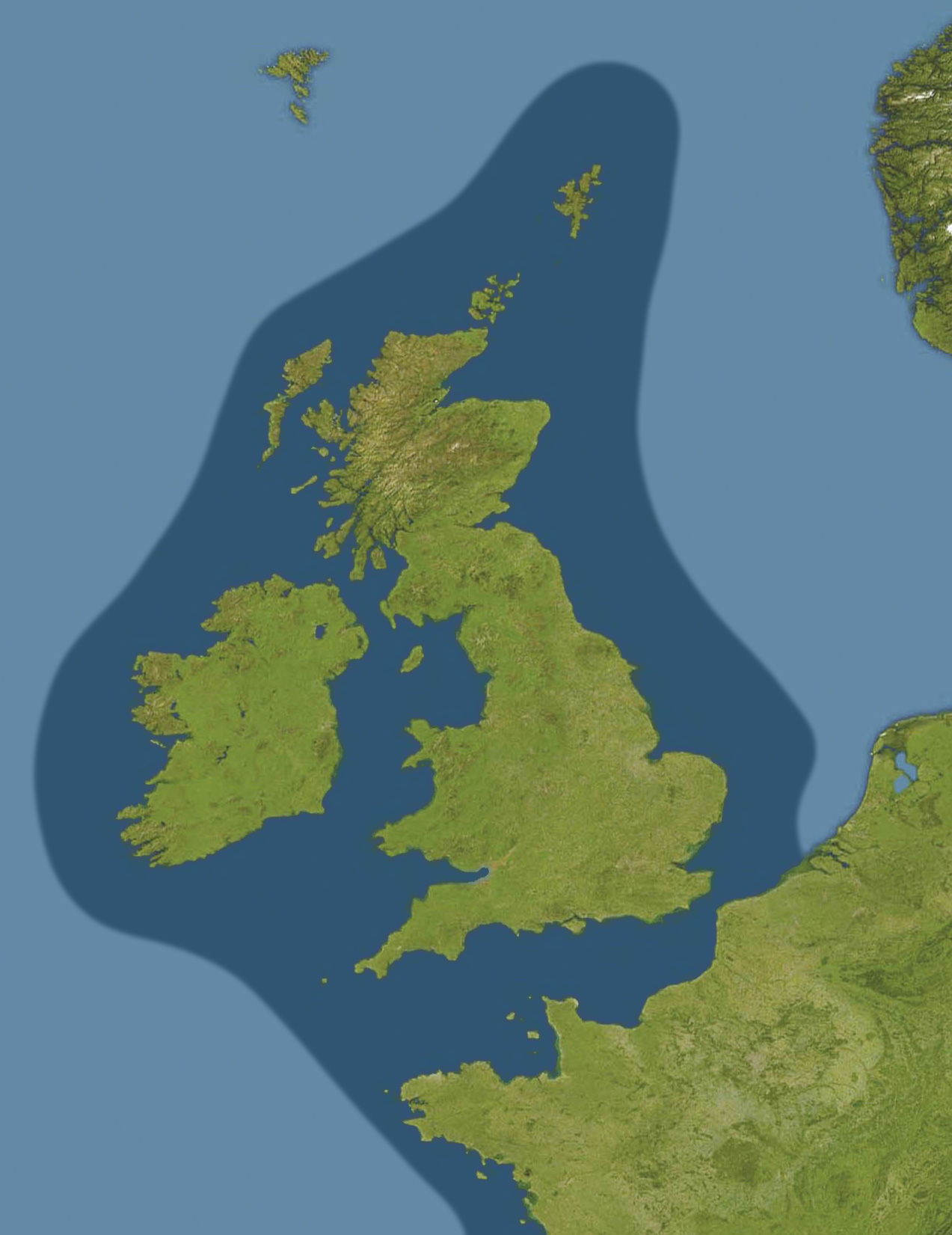
Декларированная Германией зона подводной войны, февраль 1915. Корабли в этой зоне могли быть обысканы или атакованы

Строительство «Лузитании» и операционные затраты субсидировались Британским правительством, с условием, что судно в случае необходимости могло быть преобразовано в вооружённый вспомогательный крейсер (ВВК). Когда началась Первая мировая война, Британское правительство рассчитывало реквизировать его, и «Лузитания» была внесена в официальный список ВВК. Однако затем подобные большие лайнеры были признаны непригодными для применения в данном качестве вследствие большого расхода угля. Однако «Лузитания» осталась в официальном списке ВВК и была указана как вспомогательный крейсер.
Многие большие лайнеры были использованы как войсковые транспорты или как суда-госпитали. «Мавритания» стала войсковым транспортом, пока «Лузитания» трудилась на «Кунард Лайн» как роскошный лайнер, перевозящий людей из Великобритании в США и обратно. Новая «Аквитания» была переоборудована в судно-госпиталь, пока «Олимпик» компании «Уайт Стар Лайн» и «Мавритания» перебрасывали войска в Средиземное море. Тем не менее, «Кунард Лайн» по-прежнему обращало внимание Адмиралтейства, заявляя, что «Лузитания» может быть реквизирована в любое время, если военные действия обострятся. Для того, чтобы уменьшить эксплуатационные расходы для пересечения Атлантики, на «Лузитании» были уменьшены ежемесячные рейсы и запечатано 4 котла. Максимальная скорость теперь была снижена до 21 узла (39 км/ч). Но даже в таком режиме эксплуатации «Лузитания» была быстрейшим коммерческим пассажирским лайнером на Севере Атлантики и на 10 узлов (19 км/ч) быстрее, чем любая подлодка. Тем не менее, «Лузитания» подверглась многим изменениям:
- имя судна было закрашено,
- на крыше мостика была добавлена платформа компаса,
- трубы «Лузитании» были выкрашены в чёрный вместо цветов «Кунард Лайн»,
- между первой и второй трубами была добавлена вторая платформа компаса,
- на кормовой рубке были установлены два дополнительных багажных крана,
- в течение своего последнего путешествия она не поднимала никаких штандартов.

17 апреля 1915 года «Лузитания» покинула Ливерпуль и отправилась в свой 201-й трансатлантический рейс, прибыв в Нью-Йорк 24 апреля того же года. Группа германо-американцев, надеявшаяся избежать дискуссии о том, будет ли «Лузитания» атакована германскими подлодками, поделилась своим беспокойством с представителями Германского посольства в США. Германское Посольство в США решило предупредить пассажиров перед их следующим рейсом, чтобы те не плыли на «Лузитании». Посольство Германской империи напечатало предупреждение в пятидесяти американских газетах, включая и нью-йоркские.

## Последнее путешествие и гибель

### Отправление
«Лузитания» покинула пирс № 54 в Нью-Йорке в полдень субботы 1 мая 1915 года.
5 и 6 мая U-20 потопила три судна, и Королевский военно-морской флот разослал на все британские суда предупреждение: «Подлодки активны у южного берега Ирландии». Капитан Уильям Тёрнер 6 мая дважды получил это сообщение и принял все меры предосторожности: были закрыты водонепроницаемые двери, задраены все иллюминаторы, удвоено количество наблюдателей, все шлюпки были расчехлены и вывалены за борт[уточнить] для ускорения эвакуации пассажиров в случае опасности.
В пятницу 7 мая в 11:00 Адмиралтейство передало другое сообщение, и Тёрнер скорректировал курс. Вероятно, он думал, что подлодки должны быть в открытом море и не подойдут со стороны берега, и «Лузитания» будет защищена близостью к суше.
В 13:00 один из матросов германской подводной лодки U-20 заметил впереди большое четырёхтрубное судно. Он сообщил капитану Вальтеру Швигеру, что заметил большой четырёхтрубный корабль, идущий на скорости около 18 узлов. К тому моменту U-20 истратила значительную часть топлива, на борту оставалась одна торпеда, и командир имел решение отказаться от продвижения в сторону Ливерпуля. Швигер намеревался задержаться в северной части Кельтского моря и атаковать суда, направлявшиеся в сторону Бристольского залива, затем, когда останется 3/5 запаса топлива, возвращаться на базу, обойдя Ирландию с восточной стороны. Но тут на U-20 заметили, что «Лузитания» медленно поворачивается правым бортом к лодке.

### Гибель

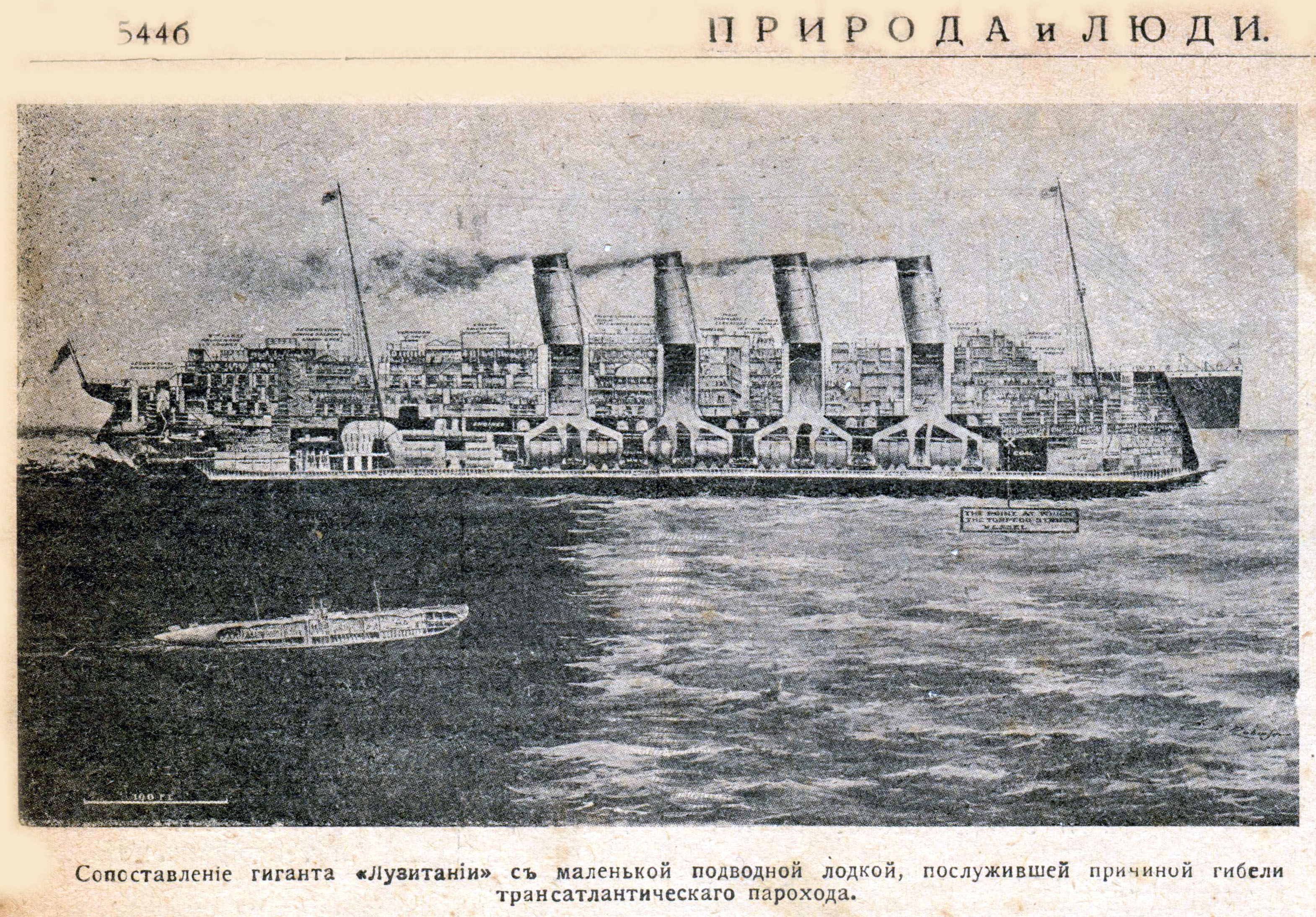
Сравнение «Лузитании» и погубившей её подводной лодки. Рисунок из журнала «Природа и люди», 1915

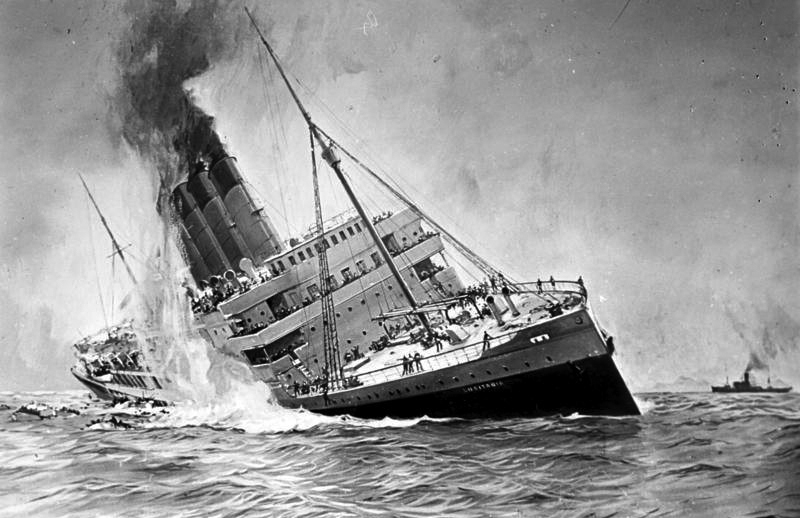
Гибель «Лузитании»

«Лузитания» была приблизительно в 30 милях (48 км) от ирландских берегов, когда она попала в туман и уменьшила скорость до 18 узлов. Она шла в порт Куинстауна — ныне Ков — в Ирландии, до которого оставалось 43 мили (70 км) пути.
В 14:10 вперёдсмотрящий заметил приближающуюся торпеду с правого борта. Через мгновение торпеда попала в правый борт под мостик. Взрыв взметнул столб обломков стальной обшивки и воды вверх, затем последовал второй, более мощный взрыв, из-за которого «Лузитания» начала сильно крениться на правый борт.

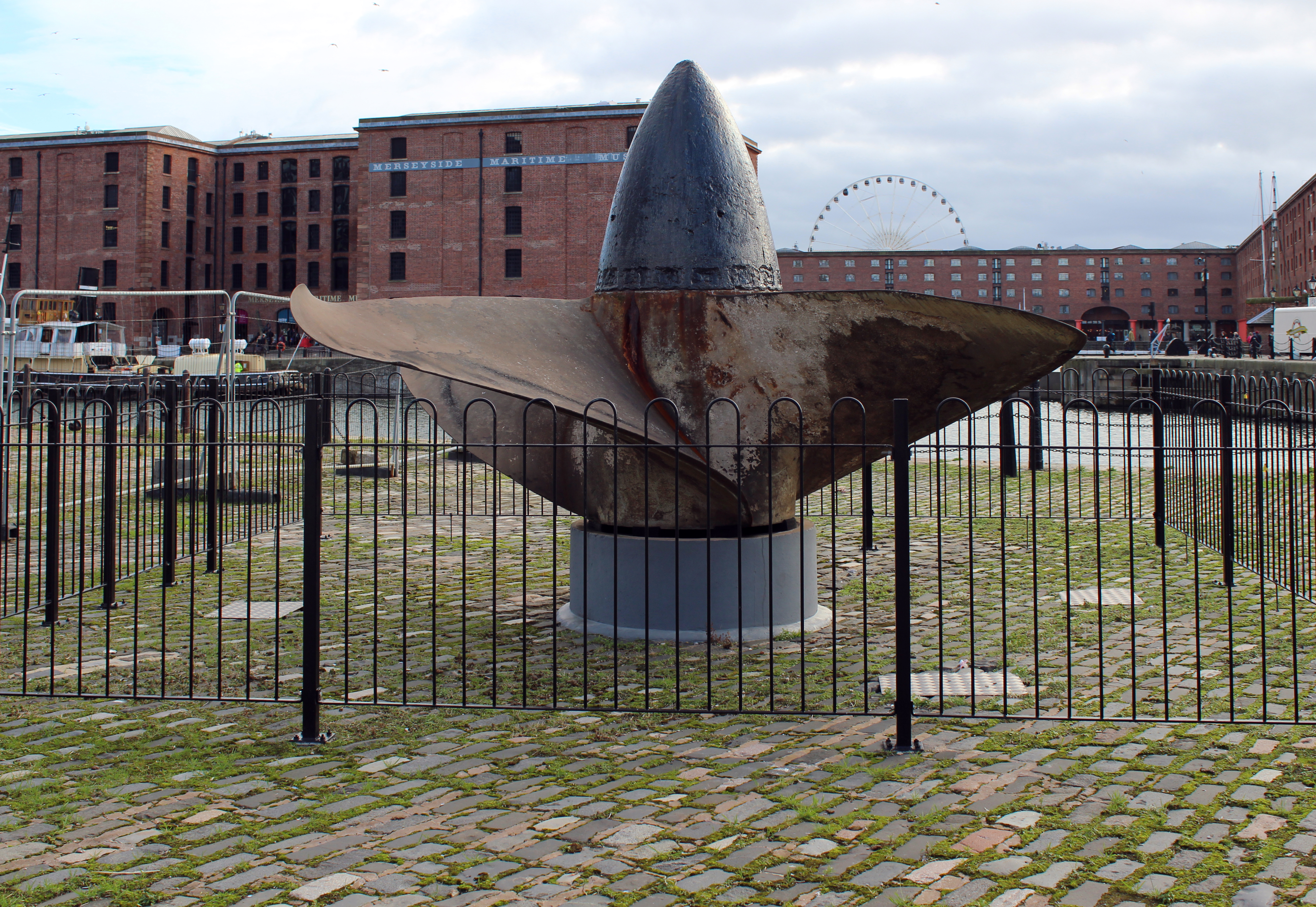
Один из винтов «Лузитании», Ливерпуль

Радист «Лузитании» безостановочно посылал сигнал бедствия. Капитан Тёрнер приказал покинуть судно. Вода затопила продольные отсеки правого борта, вызвав 15-градусный крен на правый борт. Капитан попробовал развернуть «Лузитанию» к ирландскому берегу в надежде посадить его на мель, но судно не слушалось руля, так как взрыв торпеды перебил паровые магистрали рулевого управления. Тем временем судно продолжало двигаться со скоростью в 18 узлов, из-за чего вода быстрее поступала внутрь.
Спустя около шести минут «Лузитания» начала погружаться и уходить носом под воду. Крен на правый борт сильно усложнял спуск спасательных шлюпок.
Большое число спасательных лодок опрокинулось при погрузке или были опрокинуты движением корабля, когда они касались воды. «Лузитания» несла 48 спасательных шлюпок — более чем достаточно для всей команды и всех пассажиров, — но только шесть шлюпок удалось благополучно спустить, — все со стороны правого борта. Несколько раскладных спасательных шлюпок смыло с палубы, когда лайнер погружался в воду.
Несмотря на принятые капитаном Тёрнером меры, лайнер не дошёл до берега. На борту поднялась паника. К 14:25 капитан Швигер опустил перископ и ушёл в море.
Капитан Тёрнер оставался на мостике до тех пор, пока его водой не смыло за борт. Будучи отличным пловцом, он продержался в воде три часа и в бессознательном состоянии подобран спасателями.
От движения судна вода попадала в котельные, некоторые котлы взорвались, включая те, которые были под третьей трубой, из-за чего та рухнула, остальные же трубы обрушились чуть позже. Судно прошло около двух миль (3 км) от места торпедной атаки до места гибели, оставляя след из обломков и людей за собою. В 14:28 «Лузитания» опрокинулась килем вверх и затонула.
Лайнер затонул за 18 минут в 8 милях (13 км) от Кинсейла. 1198 людей погибли, включая почти сотню детей. Тела многих жертв были похоронены в Куинстауне в Кинсейле — городе у места гибели «Лузитании».
11 января 2011 года в возрасте 95 лет умерла Одри Пирл, последняя выжившая пассажирка лайнера, которой на момент катастрофы было всего три месяца.

## Обнаружение и судьба останков лайнера
Останки затонувшего судна были обнаружены 6 октября 1935 года после трёхмесячных поисков поисковой экспедицией, базировавшейся на борту судна Orphir. Остов судна, обнаруженный на глубине в 93 м, был обследован водолазом в жёстком водолазном скафандре.
В 1982 году три (из четырёх) гребных винтов судна были демонтированы и подняты на поверхность (один из них впоследствии был отправлен на переплавку). В настоящее время два уцелевших винта являются музейными экспонатами (один из них экспонируется в Морском музее Мерсисайда (Ливерпуль, Великобритания), а второй — в отеле Hilton Anatole (Даллас, США)).
В 1993 году останки корабля были обследованы экспедицией под руководством Роберта Балларда.
Затонувший корабль лежит на дне на правом борту (в результате удара о дно корпус корабля получил значительные повреждения) и покрыт обрывками рыболовных сетей. В целом остов корабля находится в плачевном состоянии и небезопасен для исследований ввиду возможности дальнейшего непрогнозируемого разрушения.

## Упоминания в книгах
В романе А. Беляева «Человек-амфибия» океанский пароход «Лузитания» упоминает на судебном процессе подсудимый доктор Сальватор, описывая драгоценности, который мог бы достать с затонувшего корабля человек, подобный Ихтиандру. Гибель «Лузитании» упоминается также в первой главе поэмы В. Маяковского «Облако в штанах».